# František Heřmánek
František Heřmánek (23. února 1913 – 16. ledna 1974) je bývalý český fotbalista, útočník.

## Fotbalová kariéra
S fotbalem začínal v SK Vysočany, v roce 1932 nastupoval ve slovenském týmu ŠK Martin. Poté přestoupil na Letnou do sešívaného dresu. V československé lize hrál za SK Slavia Praha a SK Pardubice. Nastoupil ve 145 ligových utkáních a dal 38 gólů. Se Slavií v letech 1934 a 1935 získal dvakrát mistrovský titul. Ve Středoevropském poháru nastoupil ve 3 utkáních. Za reprezentační B-tým nastoupil ve 2 utkáních, v Litvě a v Lotyšsku. V létě roku 1936 přestoupil z SK Slavia do SK Pardubice a podílel se na postupu týmu z divize českého venkova do 1. ligy. V Pardubicích hrál 1. ligu do roku 1944, poté přestoupil do AFK Chrudim. V poválečných letech ještě nastupoval za SK Pardubičky. V padesátých letech působil jako trenér u týmu TJ Transporta Chrudim.

## Ligová bilance
| Ročník                    | Zápasy | Góly | Klub            |
| ------------------------- | ------ | ---- | --------------- |
| 1. asociační liga 1933/34 | 3      | 0    | SK Slavia Praha |
| Státní liga 1934/35       | 7      | 6    | SK Slavia Praha |
| Státní liga 1935/36       | 6      | 2    | SK Slavia Praha |
| Státní liga 1937/38       | 19     | 3    | SK Pardubice    |
| Státní liga 1938/39       | 21     | 3    | SK Pardubice    |
| Národní liga 1939/40      | 20     | 3    | SK Pardubice    |
| Národní liga 1940/41      | 20     | 8    | SK Pardubice    |
| Národní liga 1941/42      | 19     | 3    | SK Pardubice    |
| Národní liga 1942/43      | 22     | 9    | SK Pardubice    |
| Národní liga 1943/44      | 8      | 1    | SK Pardubice    |
| CELKEM                    | 145    | 38   |                 |